# Llista d'espècies de linífids (G-K)
Llista d'espècies de linífids, per ordre alfabètic de la lletra G a la K, amb totes les espècies descrites fins al 20 de novembre de 2006.
- Per a les llistes d'espècies amb les altres lletres de l'alfabet, aneu a l'article principal, Llista d'espècies de linífids.
- Per a la llista completa de tots els gèneres vegeu l'article Llista de gèneres de linífids.

## Gèneres i espècies

### Gibbafroneta
Gibbafroneta Merrett, 2004
- Gibbafroneta gibbosa Merrett, 2004 (Congo)

### Gibothorax
Gibothorax Eskov, 1989
- Gibothorax tchernovi Eskov, 1989 (Rússia)

### Gilvonanus
Gilvonanus Millidge, 1991
- Gilvonanus lineatus Millidge, 1991 (Brasil)

### Glyphesis
Glyphesis Simon, 1926
- Glyphesis Àsiaticus Eskov, 1989 (Rússia)
- Glyphesis cottonae (La Touche, 1945) (Paleàrtic)
- Glyphesis idahoanus (Chamberlin, 1948) (EUA)
- Glyphesis nemoralis Esyunin & Efimik, 1994 (Rússia, Ucraïna)
- Glyphesis scopulifer (Emerton, 1882) (EUA, Canadà)
- Glyphesis servulus (Simon, 1881) (Europa)
- Glyphesis taoplesius Wunderlich, 1969 (Alemanya, Hongria)

### Gnathonargus
Gnathonargus Bishop & Crosby, 1935
- Gnathonargus unicorn (Banks, 1892) (EUA)

### Gnathonarium
Gnathonarium Karsch, 1881
- Gnathonarium biconcavum Tu & Li, 2004 (Xina)
- Gnathonarium dentatum (Wider, 1834) (Paleàrtic)
  - Gnathonarium dentatum orientale (O. P.-Cambridge, 1872) (Israel)
- Gnathonarium exsiccatum (Bösenberg & Strand, 1906) (Japó)
- Gnathonarium gibberum Oi, 1960 (Rússia, Xina, Corea, Japó)
- Gnathonarium suppositum (Kulczyn'ski, 1885) (Rússia, Alaska, Canadà)
- Gnathonarium taczanowskii (O. P.-Cambridge, 1873) (Rússia, Mongòlia, Xina, Alaska)

### Gnathonaroides
Gnathonaroides Bishop & Crosby, 1938
- Gnathonaroides pedalis (Emerton, 1923) (EUA, Canadà)

### Gonatium
Gonatium Menge, 1868
- Gonatium arimaense Oi, 1960 (Corea, Japó)
- Gonatium biimpressum Simon, 1884 (Còrsega fins a Itàlia)
- Gonatium cappadocium Millidge, 1981 (Turquia)
- Gonatium crassipalpum Bryant, 1933 (EUA, Canadà, Alaska)
- Gonatium dayense Simon, 1884 (Algèria)
- Gonatium ensipotens (Simon, 1881) (SouthEuropa Occidental)
- Gonatium fuscum Bösenberg, 1902 (Alemanya)
- Gonatium geniculosum Simon, 1918 (França)
- Gonatium gilbum Bösenberg, 1902 (Alemanya)
- Gonatium hilare (Thorell, 1875) (Paleàrtic)
- Gonatium japonicum Simon, 1906 (Rússia, Xina, Corea, Japó)
- Gonatium nemorivagum (O. P.-Cambridge, 1875) (Europa Meridional)
- Gonatium nipponicum Millidge, 1981 (Rússia, Japó)
- Gonatium occidentale Simon, 1918 (França, Espanya, Algèria)
- Gonatium orientale Fage, 1931 (Romania, Bulgària)
- Gonatium pacificum Eskov, 1989 (Rússia)
- Gonatium pallidum Bösenberg, 1902 (Alemanya)
- Gonatium paradoxum (L. Koch, 1869) (Paleàrtic)
- Gonatium petrunkewitschi Caporiacco, 1949 (Kenya)
- Gonatium rubellum (Blackwall, 1841) (Paleàrtic)
- Gonatium rubens (Blackwall, 1833) (Paleàrtic)
- Gonatium strugaense Drensky, 1929 (Macedònia del Nord)

### Gonatoraphis
Gonatoraphis Millidge, 1991
- Gonatoraphis aenea Millidge, 1991 (Colòmbia)
- Gonatoraphis lobata Millidge, 1991 (Colòmbia)

### Goneatara
Goneatara Bishop & Crosby, 1935
- Goneatara eranistes (Crosby & Bishop, 1927) (EUA)
- Goneatara nasutus (Barrows, 1943) (EUA)
- Goneatara platyrhinus Crosby & Bishop, 1927 (EUA)
- Goneatara plausibilis Bishop & Crosby, 1935 (EUA)

### Gongylidiellum
Gongylidiellum Simon, 1884
- Gongylidiellum blandum Miller, 1970 (Angola)
- Gongylidiellum chiardolae Caporiacco, 1935 (Karakorum)
- Gongylidiellum compar (Oestring, 1861) (Europa)
- Gongylidiellum confusum Thaler, 1987 (Kashmir)
- Gongylidiellum crassipes Denis, 1952 (Romania)
- Gongylidiellum edentatum Miller, 1951 (Central, Europa Meridional)
- Gongylidiellum kathmanduense Wunderlich, 1983 (Nepal)
- Gongylidiellum latebricola (O. P.-Cambridge, 1871) (Paleàrtic)
- Gongylidiellum linguiformis Tu & Li, 2004 (Vietnam)
- Gongylidiellum minutum (Banks, 1892) (EUA)
- Gongylidiellum murcidum Simon, 1884 (Paleàrtic)
- Gongylidiellum nepalense Wunderlich, 1983 (Nepal)
- Gongylidiellum nigrolimbatum Caporiacco, 1935 (Karakorum)
- Gongylidiellum orduense Wunderlich, 1995 (Turquia)
- Gongylidiellum Panamànum Petrunkevitch, 1925 (Panamà)
- Gongylidiellum tennesseense Petrunkevitch, 1925 (EUA)
- Gongylidiellum uschuaiense Simon, 1902 (Argentina)
- Gongylidiellum vivum (O. P.-Cambridge, 1875) (Paleàrtic)

### Gongylidioides
Gongylidioides Oi, 1960
- Gongylidioides acmodontus Tu & Li, 2006 (Xina)
- Gongylidioides angustus Tu & Li, 2006 (Taiwan)
- Gongylidioides communis Saito & Ono, 2001 (Japó)
- Gongylidioides cucullatus Oi, 1960 (Japó)
- Gongylidioides foratus (Ma & Zhu, 1990) (Xina)
- Gongylidioides galeritus Saito & Ono, 2001 (Japó)
- Gongylidioides griseolineatus (Schenkel, 1936) (Rússia, Xina)
- Gongylidioides kaihotsui Saito & Ono, 2001 (Japó)
- Gongylidioides kouqianensis Tu & Li, 2006 (Xina)
- Gongylidioides onoi Tazoe, 1994 (Xina, Vietnam, Japó)
- Gongylidioides monocornis Saito & Ono, 2001 (Japó)
- Gongylidioides rimatus (Ma & Zhu, 1990) (Rússia, Xina)
- Gongylidioides ussuricus Eskov, 1992 (Rússia, Xina)

### Gongylidium
Gongylidium Menge, 1868
- Gongylidium baltoroi Caporiacco, 1935 (Karakorum)
- Gongylidium gebhardti Kolosváry, 1934 (Hongria)
- Gongylidium rufipes (Linnaeus, 1758) (Paleàrtic)
- Gongylidium soror Thaler, 1993 (Itàlia)

### Gorbothorax
Gorbothorax Tanasevitch, 1998
- Gorbothorax comatus Tanasevitch, 1998 (Nepal)
- Gorbothorax conicus Tanasevitch, 1998 (Nepal)
- Gorbothorax setifer Tanasevitch, 1998 (Nepal)
- Gorbothorax ungibbus Tanasevitch, 1998 (Nepal)
- Gorbothorax wunderlichi (Brignoli, 1983) (Nepal)

### Grammonota
Grammonota Emerton, 1882
- Grammonota angusta Dondale, 1959 (EUA, Canadà)
- Grammonota barnesi Dondale, 1959 (EUA)
- Grammonota calcarata Bryant, 1948 (Hispaniola)
- Grammonota capitata Emerton, 1924 (EUA)
- Grammonota chamberlini Ivie & Barrows, 1935 (EUA)
- Grammonota coloradensis Dondale, 1959 (EUA)
- Grammonota culebra Müller & Heimer, 1991 (Colòmbia)
- Grammonota dalunda Chickering, 1970 (Panamà)
- Grammonota electa Bishop & Crosby, 1932 (Costa Rica)
- Grammonota emertoni Bryant, 1940 (Cuba)
- Grammonota gentilis Banks, 1898 (Amèrica del Nord)
- Grammonota gigas (Banks, 1896) (EUA)
- Grammonota innota Chickering, 1970 (Panamà)
- Grammonota inornata Emerton, 1882 (EUA, Canadà)
- Grammonota insana (Banks, 1898) (Mèxic)
- Grammonota inusiata Bishop & Crosby, 1932 (EUA)
- Grammonota jamaicensis Dondale, 1959 (Jamaica)
- Grammonota kincaidi (Banks, 1906) (EUA)
- Grammonota lutacola Chickering, 1970 (Panamà)
- Grammonota maculata Banks, 1896 (EUA, Costa Rica)
- Grammonota maritima Emerton, 1925 (Canadà)
- Grammonota nigriceps Banks, 1898 (Mèxic)
- Grammonota nigrifrons Gertsch & Mulaik, 1936 (EUA)
- Grammonota ornata (O. P.-Cambridge, 1875) (EUA, Canadà)
- Grammonota pallipes Banks, 1895 (EUA)
- Grammonota pergrata (O. P.-Cambridge, 1894) (Guatemala)
- Grammonota pictilis (O. P.-Cambridge, 1875) (EUA, Canadà)
- Grammonota salicicola Chamberlin, 1948 (EUA)
- Grammonota samariensis Müller & Heimer, 1991 (Colòmbia)
- Grammonota secata Chickering, 1970 (Panamà, Colòmbia)
- Grammonota semipallida Emerton, 1919 (Canadà)
- Grammonota subarctica Dondale, 1959 (Alaska)
- Grammonota suspiciosa Gertsch & Mulaik, 1936 (EUA)
- Grammonota tabuna Chickering, 1970 (Costa Rica, Panamà)
- Grammonota teresta Chickering, 1970 (Panamà, Colòmbia)
- Grammonota texana (Banks, 1899) (EUA)
- Grammonota trivittata Banks, 1895 (EUA)
  - Grammonota trivittata Geòrgiana Chamberlin & Ivie, 1944 (EUA)
- Grammonota vittata Barrows, 1919 (EUA)
- Grammonota zephyra Dondale, 1959 (EUA)

### Graphomoa
Graphomoa Chamberlin, 1924
- Graphomoa theridioides Chamberlin, 1924 (EUA)

### Gravipalpus
Gravipalpus Millidge, 1991
- Gravipalpus callosus Millidge, 1991 (Brasil)
- Gravipalpus crassus Millidge, 1991 (Perú)

### Gymnocymbium
Gymnocymbium Millidge, 1991
- Gymnocymbium crassum Millidge, 1991 (Brasil)
- Gymnocymbium formosum Millidge, 1991 (Ecuador)
- Gymnocymbium grave Millidge, 1991 (Bolívia)
- Gymnocymbium propinquum Millidge, 1991 (Brasil)

### Habreuresis
Habreuresis Millidge, 1991
- Habreuresis falcata Millidge, 1991 (Xile)
- Habreuresis recta Millidge, 1991 (Xile)

### Halorates
Halorates Hull, 1911
- Halorates reprobus (O. P.-Cambridge, 1879) (Europa, Rússia)
- Halorates sexastriatus Fei, Gao & Chen, 1997 (Xina)

### Haplinis
Haplinis Simon, 1894
- Haplinis abbreviata (Blest, 1979) (Nova Zelanda)
- Haplinis alticola Blest & Vink, 2002 (Nova Zelanda)
- Haplinis anomala Blest & Vink, 2003 (Nova Zelanda)
- Haplinis antipodiana Blest & Vink, 2002 (Nova Zelanda)
- Haplinis attenuata Blest & Vink, 2002 (Nova Zelanda)
- Haplinis australis Blest & Vink, 2003 (Nova Zelanda)
- Haplinis banksi (Blest, 1979) (Nova Zelanda)
- Haplinis brevipes (Blest, 1979) (Illes Chatham)
- Haplinis chiltoni (Hogg, 1911) (Nova Zelanda)
- Haplinis contorta (Blest, 1979) (Nova Zelanda)
- Haplinis diloris (Urquhart, 1886) (Nova Zelanda)
- Haplinis dunstani (Blest, 1979) (Nova Zelanda)
- Haplinis exigua Blest & Vink, 2002 (Nova Zelanda)
- Haplinis fluviatilis (Blest, 1979) (Nova Zelanda)
- Haplinis fucatinia (Urquhart, 1894) (Nova Zelanda)
- Haplinis fulvolineata Blest & Vink, 2002 (Nova Zelanda)
- Haplinis horningi (Blest, 1979) (Nova Zelanda)
- Haplinis inexacta (Blest, 1979) (Nova Zelanda)
- Haplinis innotabilis (Blest, 1979) (Nova Zelanda)
- Haplinis insignis (Blest, 1979) (Nova Zelanda)
- Haplinis major (Blest, 1979) (Nova Zelanda)
- Haplinis marplesi Blest & Vink, 2003 (Nova Zelanda)
- Haplinis minutissima (Blest, 1979) (Nova Zelanda)
- Haplinis morainicola Blest & Vink, 2002 (Nova Zelanda)
- Haplinis mundenia (Urquhart, 1894) (Nova Zelanda)
- Haplinis paradoxa (Blest, 1979) (Nova Zelanda)
- Haplinis redacta (Blest, 1979) (Nova Zelanda)
- Haplinis rufocephala (Urquhart, 1888) (Nova Zelanda)
- Haplinis rupicola (Blest, 1979) (Nova Zelanda)
- Haplinis silvicola (Blest, 1979) (Nova Zelanda)
- Haplinis similis (Blest, 1979) (Nova Zelanda)
- Haplinis subclathrata Simon, 1894 (Nova Zelanda)
- Haplinis subdola (O. P.-Cambridge, 1879) (Nova Zelanda)
- Haplinis subtilis Blest & Vink, 2002 (Nova Zelanda)
- Haplinis taranakii (Blest, 1979) (Nova Zelanda)
- Haplinis tegulata (Blest, 1979) (Nova Zelanda)
- Haplinis titan (Blest, 1979) (Nova Zelanda)
- Haplinis tokaanuae Blest & Vink, 2002 (Nova Zelanda)
- Haplinis wairarapa Blest & Vink, 2002 (Nova Zelanda)

### Haplomaro
Haplomaro Miller, 1970
- Haplomaro denisi Miller, 1970 (Angola)

### Helophora
Helophora Menge, 1866
- Helophora insignis (Blackwall, 1841) (Holàrtic)
- Helophora kueideensis Hu, 2001 (Xina)
- Helophora orinoma (Chamberlin, 1919) (EUA)
- Helophora reducta (Keyserling, 1886) (EUA, Alaska)
- Helophora tunagyna Chamberlin & Ivie, 1943 (EUA)

### Helsdingenia
Helsdingenia Saaristo & Tanasevitch, 2003
- Helsdingenia ceylonica (van Helsdingen, 1985) (Nepal, Sri Lanka)
- Helsdingenia extensa (Locket, 1968) (Santa Helena, Àfrica, Madagascar, Illes Comoro)
- Helsdingenia hebes (Locket & Russell-Smith, 1980) (Nigèria, Camerun)
- Helsdingenia hebesoides Saaristo & Tanasevitch, 2003 (Sumatra)

### Herbiphantes
Herbiphantes Tanasevitch, 1992
- Herbiphantes cericeus (Saito, 1934) (Rússia, Corea, Japó)
- Herbiphantes longiventris Tanasevitch, 1992 (Rússia)
- Herbiphantes pratensis Tanasevitch, 1992 (Rússia)

### Heterolinyphia
Heterolinyphia Wunderlich, 1973
- Heterolinyphia secunda Thaler, 1999 (Bhutan)
- Heterolinyphia tarakotensis Wunderlich, 1973 (Nepal, Kashmir)

### Heterotrichoncus
Heterotrichoncus Wunderlich, 1970
- Heterotrichoncus pusillus (Miller, 1958) (Àustria, República Txeca, Eslovàquia)

### Hilaira
Hilaira Simon, 1884
- Hilaira Àsiatica Eskov, 1987 (Rússia)
- Hilaira banini Marusik & Tanasevitch, 2003 (Mongòlia)
- Hilaira canaliculata (Emerton, 1915) (Rússia, EUA, Canadà)
- Hilaira dapaensis Wunderlich, 1983 (Nepal)
- Hilaira devitata Eskov, 1987 (Rússia)
- Hilaira excisa (O. P.-Cambridge, 1871) (Europa, Rússia)
- Hilaira gertschi Holm, 1960 (Rússia, Alaska)
- Hilaira gibbosa Tanasevitch, 1982 (Rússia, Mongòlia, Canadà)
- Hilaira glacialis (Thorell, 1871) (Noruega, Rússia)
- Hilaira herniosa (Thorell, 1875) (Holàrtic)
- Hilaira incondita (L. Koch, 1879) (Rússia)
- Hilaira jamalensis Eskov, 1981 (Rússia)
- Hilaira marusiki Eskov, 1987 (Rússia, Mongòlia)
- Hilaira minuta Eskov, 1979 (Rússia, Mongòlia)
- Hilaira nivalis Holm, 1937 (Rússia)
- Hilaira nubigena Hull, 1911 (Paleàrtic, Alaska)
- Hilaira pelikena Eskov, 1987 (Rússia)
- Hilaira pervicax Hull, 1908 (Paleàrtic)
- Hilaira proletaria (L. Koch, 1879) (Rússia, Alaska)
- Hilaira sibirica Eskov, 1987 (Rússia, Mongòlia, Canadà)
- Hilaira syrojeczkovskii Eskov, 1981 (Rússia)
- Hilaira tuberculifera Sha & Zhu, 1995 (Xina)
- Hilaira vexatrix (O. P.-Cambridge, 1877) (Holàrtic)

### Himalaphantes
Himalaphantes Tanasevitch, 1992
- Himalaphantes azumiensis (Oi, 1979) (Rússia, Xina, Japó)
- Himalaphantes grandiculus (Tanasevitch, 1987) (Nepal)
- Himalaphantes magnus (Tanasevitch, 1987) (Nepal)
- Himalaphantes martensi (Thaler, 1987) (Kashmir, Nepal)

### Holma
Holma Locket, 1974
- Holma bispicata Locket, 1974 (Angola)

### Holminaria
Holminaria Eskov, 1991
- Holminaria pallida Eskov, 1991 (Rússia)
- Holminaria prolata (O. P.-Cambridge, 1873) (Rússia)
- Holminaria sibirica Eskov, 1991 (Rússia, Mongòlia, Xina)

### Horcotes
Horcotes Crosby & Bishop, 1933
- Horcotes quadricristatus (Emerton, 1882) (EUA)
- Horcotes strandi (Sytshevskaja, 1935) (Finlàndia, Rússia, Canadà)
- Horcotes uncinatus Barrows, 1945 (EUA)

### Houshenzinus
Houshenzinus Tanasevitch, 2006
- Houshenzinus rimosus Tanasevitch, 2006 (Xina)

### Hubertella
Hubertella Platnick, 1989
- Hubertella orientalis (Georgescu, 1977) (Nepal)
- Hubertella thankurensis (Wunderlich, 1983) (Nepal)

### Hybauchenidium
Hybauchenidium Holm, 1973
- Hybauchenidium aquilonare (L. Koch, 1879) (Rússia, Alaska, Canadà)
- Hybauchenidium cymbadentatum (Crosby & Bishop, 1935) (EUA)
- Hybauchenidium ferrumequinum (Grube, 1861) (Suècia, Finlàndia, Rússia, Canadà)
- Hybauchenidium gibbosum (Sørensen, 1898) (Rússia, Alaska, Canadà, EUA, Groenlàndia)
- Hybauchenidium holmi Marusik, 1988 (Rússia)

### Hybocoptus
Hybocoptus Simon, 1884
- Hybocoptus corrugis (O. P.-Cambridge, 1875) (Europa)
- Hybocoptus dubius Denis, 1950 (França)

### Hylyphantes
Hylyphantes Simon, 1884
- Hylyphantes geniculatus Tu & Li, 2003 (Xina)
- Hylyphantes graminicola (Sundevall, 1830) (Paleàrtic)
- Hylyphantes nigritus (Simon, 1881) (Paleàrtic)
- Hylyphantes spirellus Tu & Li, 2005 (Xina)
- Hylyphantes tanikawai Ono & Saito, 2001 (Illes Ryukyu)

### Hyperafroneta
Hyperafroneta Blest, 1979
- Hyperafroneta obscura Blest, 1979 (Nova Zelanda)

### Hypomma
Hypomma Dahl, 1886
- Hypomma aemonicum Deltshev, 2005 (Bulgària)
- Hypomma affine Schenkel, 1930 (Rússia, Japó)
- Hypomma bituberculatum (Wider, 1834) (Paleàrtic)
- Hypomma brevitibiale (Wunderlich, 1980) (Macedònia del Nord)
- Hypomma clypeatum Roewer, 1942 (Bioko)
- Hypomma coalescera (Kritscher, 1966) (Nova Caledònia)
- Hypomma cornutum (Blackwall, 1833) (Paleàrtic)
- Hypomma fulvum (Bösenberg, 1902) (Paleàrtic)
- Hypomma marxi (Keyserling, 1886) (EUA)
- Hypomma nordlandicum Chamberlin & Ivie, 1947 (Alaska)
- Hypomma subarcticum Chamberlin & Ivie, 1947 (Alaska)

### Hypselistes
Hypselistes Simon, 1894
- Hypselistes acutidens Gao, Sha & Zhu, 1989 (Xina)
- Hypselistes Àsiaticus Bösenberg & Strand, 1906 (Japó)
- Hypselistes australis Saito & Ono, 2001 (Rússia, Japó)
- Hypselistes basarukini Marusik & Leech, 1993 (Rússia)
- Hypselistes florens (O. P.-Cambridge, 1875) (EUA, Canadà, possibly Bretanya)
  - Hypselistes florens bulbiceps Chamberlin & Ivie, 1935 (EUA)
- Hypselistes fossilobus Fei & Zhu, 1993 (Xina)
- Hypselistes jacksoni (O. P.-Cambridge, 1902) (Holàrtic)
- Hypselistes kolymensis Marusik & Leech, 1993 (Rússia)
- Hypselistes paludicola Tullgren, 1955 (Suècia, República Txeca)
- Hypselistes semiflavus (L. Koch, 1879) (Rússia)

### Hypselocara
Hypselocara Millidge, 1991
- Hypselocara altissimum (Simon, 1894) (Veneçuela)

### Hypsocephalus
Hypsocephalus Millidge, 1978
- Hypsocephalus dahli (Lessert, 1909) (Europa)
- Hypsocephalus huberti (Millidge, 1975) (Còrsega)
- Hypsocephalus nesiotes (Simon, 1914) (Còrsega)
- Hypsocephalus paulae (Simon, 1918) (França, Suïssa, Itàlia)

### Ibadana
Ibadana Locket & Russell-Smith, 1980
- Ibadana cuspidata Locket & Russell-Smith, 1980 (Nigèria, Camerun)

### Iberoneta
Iberoneta Deeleman-Reinhold, 1984
- Iberoneta nasewoa Deeleman-Reinhold, 1984 (Espanya)

### Icariella
Icariella Brignoli, 1979
- Icariella hauseri Brignoli, 1979 (Grècia)

### Idionella
Idionella Banks, 1893
- Idionella anomala (Gertsch & Ivie, 1936) (EUA)
- Idionella deserta (Gertsch & Ivie, 1936) (EUA)
- Idionella formosa (Banks, 1892) (EUA)
  - Idionella formosa pista (Chamberlin, 1948) (EUA)
- Idionella nesiotes (Crosby, 1924) (EUA)
- Idionella rugosa (Crosby, 1905) (EUA)
- Idionella sclerata (Ivie & Barrows, 1935) (EUA, Mèxic)
- Idionella titivillitium (Crosby & Bishop, 1925) (EUA)
- Idionella tugana (Chamberlin, 1948) (EUA)

### Improphantes
Improphantes Saaristo & Tanasevitch, 1996
- Improphantes biconicus (Tanasevitch, 1992) (Rússia)
- Improphantes complicatus (Emerton, 1882) (Holàrtic)
- Improphantes decolor (Oestring, 1861) (Europa, Àfrica del Nord)
- Improphantes falcatus (Bosmans, 1979) (Kenya)
- Improphantes flexilis (Tanasevitch, 1986) (Rússia)
- Improphantes furcabilis (Wunderlich, 1987) (Illes Canàries)
- Improphantes geniculatus (Kulczyn'ski, 1898) (Europa, Rússia)
- Improphantes holmi (Kronestedt, 1975) (Suècia, Rússia)
- Improphantes improbulus (Simon, 1929) (Paleàrtic)
- Improphantes mauensis (Caporiacco, 1949) (Kenya)
- Improphantes multidentatus (Wunderlich, 1987) (Illes Canàries)
- Improphantes nitidus (Thorell, 1875) (Europa)
- Improphantes pamiricus (Tanasevitch, 1989) (Tajikistan)
- Improphantes potanini (Tanasevitch, 1989) (Kirguizstan)

### Incestophantes
Incestophantes Tanasevitch, 1992
- Incestophantes altaicus Tanasevitch, 2000 (Rússia)
- Incestophantes amotus (Tanasevitch, 1990) (Rússia, Geòrgia, Kazakhstan)
- Incestophantes ancus Tanasevitch, 1996 (Rússia)
- Incestophantes annulatus (Kulczyn'ski, 1882) (Europa Oriental)
- Incestophantes bonus Tanasevitch, 1996 (Rússia)
- Incestophantes calcaratus (Emerton, 1909) (Amèrica del Nord)
- Incestophantes camtchadalicus (Tanasevitch, 1988) (Rússia)
- Incestophantes crucifer (Menge, 1866) (Paleàrtic)
- Incestophantes cymbialis (Tanasevitch, 1988) (Rússia)
- Incestophantes duplicatus (Emerton, 1913) (EUA, Canadà, Alaska)
- Incestophantes frigidus (Simon, 1884) (Europa)
- Incestophantes incestoides (Tanasevitch & Eskov, 1987) (Rússia)
- Incestophantes incestus (L. Koch, 1879) (Rússia, Mongòlia)
- Incestophantes khakassicus Tanasevitch, 1996 (Rússia)
- Incestophantes kochiellus (Strand, 1900) (Noruega, Suècia, Finlàndia, Rússia, Xina)
- Incestophantes kotulai (Kulczyn'ski, 1904) (Europa central)
- Incestophantes lamprus (Chamberlin, 1920) (EUA, Canadà)
- Incestophantes laricetorum (Tanasevitch & Eskov, 1987) (Rússia)
- Incestophantes logunovi Tanasevitch, 1996 (Rússia)
- Incestophantes mercedes (Chamberlin & Ivie, 1943) (EUA)
- Incestophantes obtusus Tanasevitch, 1996 (Rússia)
- Incestophantes tuvensis Tanasevitch, 1996 (Rússia)
- Incestophantes washingtoni (Zorsch, 1937) (EUA, Canadà)

### Indophantes
Indophantes Saaristo & Tanasevitch, 2003
- Indophantes barat Saaristo & Tanasevitch, 2003 (Sumatra)
- Indophantes bengalensis Saaristo & Tanasevitch, 2003 (Índia)
- Indophantes digitulus (Thaler, 1987) (Kashmir, Nepal)
- Indophantes halonatus (Li & Zhu, 1995) (Xina)
- Indophantes kalimantanus Saaristo & Tanasevitch, 2003 (Borneo)
- Indophantes kinabalu Saaristo & Tanasevitch, 2003 (Borneo)
- Indophantes lehtineni Saaristo & Tanasevitch, 2003 (Borneo)
- Indophantes pallidus Saaristo & Tanasevitch, 2003 (Índia)
- Indophantes ramosus Tanasevitch, 2006 (Xina)
- Indophantes sumatera Saaristo & Tanasevitch, 2003 (Sumatra)

### Islandiana
Islandiana Braendegaard, 1932
- Islandiana cavealis Ivie, 1965 (EUA)
- Islandiana coconino Ivie, 1965 (EUA)
- Islandiana cristata Eskov, 1987 (Rússia, Alaska, Canadà)
- Islandiana falsifica (Keyserling, 1886) (Holàrtic)
- Islandiana flaveola (Banks, 1892) (EUA, Canadà)
- Islandiana flavoides Ivie, 1965 (EUA)
- Islandiana holmi Ivie, 1965 (EUA)
- Islandiana lasalana (Chamberlin & Ivie, 1935) (EUA)
- Islandiana longisetosa (Emerton, 1882) (EUA, Canadà, Alaska)
- Islandiana mimbres Ivie, 1965 (EUA)
- Islandiana muma Ivie, 1965 (EUA)
- Islandiana princeps Braendegaard, 1932 (EUA, Canadà, Groenlàndia, Iceland)
- Islandiana speophila Ivie, 1965 (EUA)
- Islandiana unicornis Ivie, 1965 (EUA)

### Ivielum
Ivielum Eskov, 1988
- Ivielum sibiricum Eskov, 1988 (Rússia, Mongòlia, Canadà)

### Jacksonella
Jacksonella Millidge, 1951
- Jacksonella falconeri (Jackson, 1908) (Europa)
- Jacksonella sexoculata Paik & Yaginuma, 1969 (Corea)

### Jalapyphantes
Jalapyphantes Gertsch & Davis, 1946
- Jalapyphantes cuernavaca Gertsch & Davis, 1946 (Mèxic)
- Jalapyphantes minoratus Gertsch & Davis, 1946 (Mèxic)
- Jalapyphantes obscurus Millidge, 1991 (Ecuador)
- Jalapyphantes puebla Gertsch & Davis, 1946 (Mèxic)

### Janetschekia
Janetschekia Schenkel, 1939
- Janetschekia monodon (O. P.-Cambridge, 1872) (Suïssa, Alemanya, Àustria, Itàlia)
- Janetschekia necessaria Tanasevitch, 1985 (Àsia central)

### Johorea
Johorea Locket, 1982
- Johorea decorata Locket, 1982 (Malàisia)

### Kaestneria
Kaestneria Wiehle, 1956
- Kaestneria bicultrata Chen & Yin, 2000 (Xina)
- Kaestneria dorsalis (Wider, 1834) (Paleàrtic)
- Kaestneria longissima (Zhu & Wen, 1983) (Rússia, Xina)
- Kaestneria minima Locket, 1982 (Malàisia)
- Kaestneria pullata (O. P.-Cambridge, 1863) (Holàrtic)
- Kaestneria rufula (Hackman, 1954) (EUA, Canadà)
- Kaestneria torrentum (Kulczyn'ski, 1882) (Europa Oriental)

### Kenocymbium
Kenocymbium Millidge & Russell-Smith, 1992
- Kenocymbium deelemanae Millidge & Russell-Smith, 1992 (Sumatra)
- Kenocymbium simile Millidge & Russell-Smith, 1992 (Tailàndia)

### Ketambea
Ketambea Millidge & Russell-Smith, 1992
- Ketambea permixta Millidge & Russell-Smith, 1992 (Java)
- Ketambea rostrata Millidge & Russell-Smith, 1992 (Sumatra)
- Ketambea vermiformis Millidge & Russell-Smith, 1992 (Java)

### Kikimora
Kikimora Eskov, 1988
- Kikimora palustris Eskov, 1988 (Finlàndia, Rússia)

### Knischatiria
Knischatiria Wunderlich, 1976
- Knischatiria abnormis Wunderlich, 1976 (Queensland)
- Knischatiria longispina Wunderlich, 1995 (Sumatra)
- Knischatiria tuberosa Wunderlich, 1995 (Malàisia)

### Koinothrix
Koinothrix Jocqué, 1981
- Koinothrix pequenops Jocqué, 1981 (Illes Cap Verd)

### Kolymocyba
Kolymocyba Eskov, 1989
- Kolymocyba petrophila Eskov, 1989 (Rússia)

### Kratochviliella
Kratochviliella Miller, 1938
- Kratochviliella bicapitata Miller, 1938 (Europa)